# Gorée
Đảo Gorée (phát âm tiếng Pháp: [ildəɡoʁe]; "Gorée Island") là một xã đảo của thành phố Dakar, Senegal. Đó là một hòn đảo rộng 18,2 hécta (45 mẫu Anh) nằm cách cảng chính của Dakar khoảng 2 kilômét (1,1 nmi; 1,2 mi). Đây là khu vực buôn bán nô lệ lớn nhất ở bờ biển Đại Tây Dương ở châu Phi từ thế kỷ 15 đến 19.
Theo điều tra dân số năm 2013 của hòn đảo là 1.680 người với mật độ lên tới 5.802 người trên kilômét vuông (15.030/sq mi), bằng một lửa mật độ mật độ trung bình của thành phố Dakar. Gorée là xã có diện tích nhỏ nhất và có dân số ít nhất trong số 19 xã của Dakar.
Các trung tâm quan trọng khác của hoạt động buôn bán nô lệ ở Sénégal nằm xa hơn về phía bắc tại Saint-Louis, hoặc về phía nam ở Gambia. Hòn đảo được UNESCO công nhận là Di sản thế giới từ năm 1978.
Nơi đây từng bị cai trị bởi những người Bồ Đào Nha, Hà Lan, Anh và Pháp với kiến trúc đặc trưng, tương phản giữa một bên là khu vực tồi tàn dành cho nô lệ và khu vực với những ngôi nhà sang trọng của thương nhân, những người buôn bán nô lệ.

## Địa lý
Hòn đảo có diện tích 0,182 km2 (dài 900 và rộng 350 mét) và nằm cách bến cảng chính của Dakar 2 km. Đây là một trong 19 đơn vị hành chính thuộc thủ đô Dakar.

## Lịch sử
Đây là địa điểm những người châu Âu hay ghé qua mỗi khi đi qua. Năm 1450, những người Bồ Đào Nha đã xây dựng trên hòn đảo khô cằn này một nhà nguyện cùng với một nghĩa trang để thiết lập sự hiện diện trên đảo Goree. Sau đó, nơi đây trở thành địa danh nổi tiếng về buôn bán nô lệ khắp Đại Tây Dương. Trải qua thời gian, nơi đây lần lượt là vùng đất của người Hà Lan (1588, gọi nơi đây là Goeree), người Anh (1664) sau đó là người Pháp (1677) cai trị hòn đảo này cho đến tận năm 1960 khi Senegal giành được độc lập. Đến cuối thế kỷ 18 (1770 - 1780) do suy giảm về buôn bán nô lệ, nơi đây trở thành một thương cảng quan trọng với những mặt hàng buôn bán hợp pháp, chủ yếu bao gồm dầu lạc, đậu phộng, ngà voi...
Ngày nay, nơi đây được coi là đài tưởng niệm về buôn bán nô lệ, cùng với những tòa nhà thương mại và những nơi sinh sống của những người nô lệ, thương nhân trở thành những nhà hàng, khách sạn phục vụ khách du lịch. Năm 1978, UNESCO đưa các tòa nhà cùng công trình lịch sử một thời về buôn bán nô lệ vào danh sách di sản thế giới.

## Di tích lịch sử
Ngoài ra, hòn đảo còn rất nhiều các di tích lịch sử đáng chú ý trên đảo bao gồm:
- Hệ thống 3 bảo tàng: Bảo tàng phụ nữ, Bảo tàng lịch sử Senegal và bảo tàng hải dương.
- Pháo đài Goree
- Trạm cảnh sát Goree
- Địa điểm khảo cổ trên đảo Goree